# A.S.D. Angelo Cristofaro
Associazione Sportiva Dilettantistica Angelo Cristofaro hay đơn giản là Angelo Cristofaro là một câu lạc bộ bóng đá Ý, có trụ sở tại Oppido Lucano, Basilicata.

## Lịch sử
Câu lạc bộ được thành lập vào năm 1950.

### Serie D
Trong mùa 2010-11, đội đã được thăng hạng từ Eccellenza Basilicata lên Serie D, nhưng đã bị xuống hạng ngay lập tức trong mùa giải tiếp theo.

## Màu sắc và huy hiệu
Màu sắc của đội là xanh lá cây và trắng.